# ジヒドロカプサイシン
ジヒドロカプサイシン(Dihydrocapsaicin)は、唐辛子(Capsicum)に含まれるカプサイシノイドである。カプサイシンと同様に刺激性がある。ジヒドロカプサイシンは、唐辛子に含まれるカプサイシノイドの約22%を占める。カプサイシンと近いが微妙に異なる辛味を持つ。純粋なジヒドロカプサイシンは、親油性で無色無臭の結晶状からワックス状の物質である。ジメチルスルホキシドや100%エタノールに可溶である。